# El Álamo
El Álamo – miasto w Hiszpanii na południu wspólnoty autonomicznej Madryt. Liczy niespełna 8 000 mieszkańców. Miaseczko znane z licznie odbywających się tu fiest takich jak: Jarmark średniowieczny, przegon byków, Fiesta San Isidro. W miejscowości El Álamo znajduje się publiczne przedszkole, dom dziecka, prywatny żłobek, publiczna szkoła dla niemowląt i szkół podstawowych, instytut szkolnictwa średniego oraz wspólna szkoła dla szkół podstawowych i średnich.